# 泽列诺格勒
泽列诺格勒行政區（俄语：Зеленогра́дский администрати́вный о́круг；澤列諾格勒又作绿城）是位於俄羅斯莫斯科的特別行政區，是莫斯科中央直轄市的一處飛地。泽列诺格勒行政區因受到美国硅谷的影响于1958年建立，1991年以前一直是保密行政区，是苏联和俄罗斯重要的电子、微电子及计算机工业中心之一，因此又有「蘇聯/俄羅斯矽谷」（советская/русская Кремниевая долина）的別稱。2003年以前，泽列诺格勒市为莫斯科市（直辖市）管辖的下位市。2003年，该市建制取消，改为莫斯科市泽列诺格勒区。人口218,839人（2010年統計）。
2010年10月28日，莫斯科第17任市長谢尔盖·索比亚宁上任，並於上任當天撤換了泽列诺格勒區長，將安纳托利·尼古拉耶维奇·斯米尔诺夫任命為泽列诺格勒區長。

## 地形
泽列诺格勒是莫斯科面積最小的行政區，該行政區為平原地形。

## 行政區劃
泽列诺格勒共分為5區，各區名稱為：
| 俄語名 | 中文翻譯     | 備註                                                         |
| ------ | ------------ | ------------------------------------------------------------ |
|        | 克留科沃區   |                                                              |
|        | 舊克留科沃區 |                                                              |
|        | 瑪圖什金諾區 | 2002年12月至2010年1月兩區曾合併為「瑪圖什金諾-薩維奧爾基區」 |
|        | 薩維奧爾基區 | 2002年12月至2010年1月兩區曾合併為「瑪圖什金諾-薩維奧爾基區」 |
|        | 錫林諾區     |                                                              |